# Северный Рудник
Се́верный Рудни́к (Се́верная Ша́хта) — микрорайон в Правобережном округе города Липецка. Расположен по левую (западную) сторону шоссе Липецк — Лебедянь (Лебедянское шоссе) в 8 км от ЛКАД.
Был образован в 1955 году как посёлок для рабочих Северной шахты (рудника); отсюда двойное название. Находился на территории Липецкого района, но в подчинении города.
В середине 1960-х шахта (рудник) была закрыта. В 1967 году в посёлке построен завод «Химпродукт».
В 1998 году вошёл в городскую черту, после чего в соответствии с реформой муниципалитетов статус посёлка был упразднен.
Северный Рудник застроен малоэтажными капитальными домами. Все они числятся по улицам Северный Рудник, Кузьминской и созданной в 2008 году Сельской.
В центре Северного Рудника — рекреационная зона (лесопарк). На севере протекает приток реки Кузьминки.
На противоположной стороне Лебедянского шоссе уже в Липецком районе находится свинотоварная ферма.

## Транспорт
С основной территорией города посёлок связан автобусными маршрутами № 1, 105, 105к, 405